# مسیه ۱۰۸
مسیه ۱۰۸(به انگلیسی: Messier 108) (یا NGC 3556) یک کهکشان مارپیچی در صورت فلکی خرس بزرگ است.
و توسط پیر مچاین و در سال ۱۷۸۱ یا ۱۷۸۲ کشف شد.